# Grand Slam taekwondo
 (août 2020).
Le Grand Slam est une compétition mondiale très importante et très connue dans le taekwondo depuis 2017.

## Description de la compétition
C'est une compétition qui réunit les meilleurs athlètes du monde entier tel que Lee Dae-hoon, Jade Jones, Jun Jang, Tae-Hun Kim. Elle se déroule à Wuxi (Chine) depuis le début. Elle se dispute sur plusieurs jours (4 à 5 jours). 
Elle est ouverte aux athlètes des catégories olympique ; pour les femmes : moins de 49 kg, moins de 57 kg, moins de 67 kg et plus de 67 kg ; chez les hommes : moins de 58 kg, moins de 68 kg, moins de 80 kg et plus de 80 kg. Pour participer au tournoi, il faut être dans les douze premiers de chaque catégorie et avoir reçu une invitation de la Fédération mondiale de taekwondo (WT). Concernant les athlètes, ils doivent être âgés de 17 ans ou plus et être en possession d'une licence mondiale. Celle-ci donne accès aux activités et au fonctionnement de la fédération mondiale. Elle permet également de recevoir un enseignement de qualité et de bénéficier des assurances fédérales. 
Depuis la création de ce tournoi, la Corée du Sud possède le plus gros palmarès avec 26 médailles dont 9 en or. Elle est suivie par la Chine qui en a gagné 18 dont 3 en or.

## Déroulement de la compétition
Les règles de ce tournoi sont différentes des autres tournois d’où la popularité de celui-ci. Tout d'abord, les athlètes de tête de série ont une position fixe, les autres athlètes sont classés selon le classement olympique et les athlètes sans classement olympique sont classés par tirage au sort.
Les combats se déroulent en trois rounds, celui qui remporte le plus de round, passe au tour suivant. En cas d’égalité à la fin du troisième round, un quatrième round a lieu. Le vainqueur est le premier combattant à inscrire un point lors de celui-ci. Les combats pour la troisième et première place se déroulent en cinq rounds, sixième round étant disputé en cas d'égalité à la fin du cinquième round. Les rounds durent deux minutes avec une minute de repos entre chaque round. Pendant le combat, celui qui atteint 5 Gam-Jeom (sanction) ou 20 points de différence donnera automatiquement la victoire à son adversaire. Tous les points et Gam-Jeom sont remis à zéro à chaque round.
Les médailles accompagnées d'un chèque sont attribuées aux trois meilleurs athlètes de chaque catégorie. Pour la première place : médaille d'or et un chèque de 70 000 dollars (63 634,20 euros), pour la deuxième place : médaille d'argent et un chèque de 20 000 dollars (44 543,94 euros), pour la troisième place : médaille de bronze et un chèque de 5 000 dollars (4 546,93 euros).